# Stazione di Genova Borzoli
Stazione di Genova Borzoli vasútállomás Olaszországban, Genova településen.

## Történelem

### Felújítás előtt
A felújítás előtt az állomást felszerelték minden olyan szolgáltatással, amelyet az FS kínált az utazóknak, mint például a váróterem, a jegypénztár a személyzettel az állomás csarnokában, parkolók és WC-k.
Aluljáró nem volt, valójában a két felüljáró közül az egyiket kellett használni a vágányok keresztezéséhez, például a Genova Acquasanta állomáson még mindig megvan.
Valamikor még a 2-es vágány is végzett személyszállítást, valójában a rakpart a 2-es és a 3-as vágány közé került a maival ellentétben.
Az állomáson az 1-es vágány mellett csonkavágányt szereltek fel, a csonkavágányt az ovada felőli oldalon helyezték el és közvetlenül a járatok előtt ért véget.
A jelenleg elhanyagolt állapotú szolgáltatások közelében néhány helyiség volt az FS személyzetének használatára.

### "A szerkezetátalakítás"
1998 és 2000 között az állomás felújításon esett át, a 2-es és 3-as peront kiszolgáló peron lebontásával és egy új, csak a 3-as peront kiszolgáló peron megépítésével.
Az állomás összes emeletét önzáró csempével újították fel, valamint megszüntették a felüljárókat és a törzsvágányt.
Új parkoló épült, a harmadik vágányon, az utasház előtti téren található parkoló mellett.
Ez az új parkoló csatlakozik az új aluljáróhoz, amely az 1-es vágányt a 3-as vágánnyal köti össze lépcsőn és rámpán keresztül, amely lehetővé teszi a mozgássérültek számára a hozzáférést. Az aluljáró lehetővé tette a két felüljáró bontását. Az összes lámpaoszlopot, korábban központi és oldalsó citerával, izzólámpaoszlopokra cserélték. Az 1. járda alján csak egy még működő oldalsó citeralámpát találunk, igazából ez az utolsó járdaszakasz még nincs "felújítva", így egy régi, gondozott virágágyást is találunk, ami elgondolkodtat azon, hogy a állomás 1998-ig nézett ki.

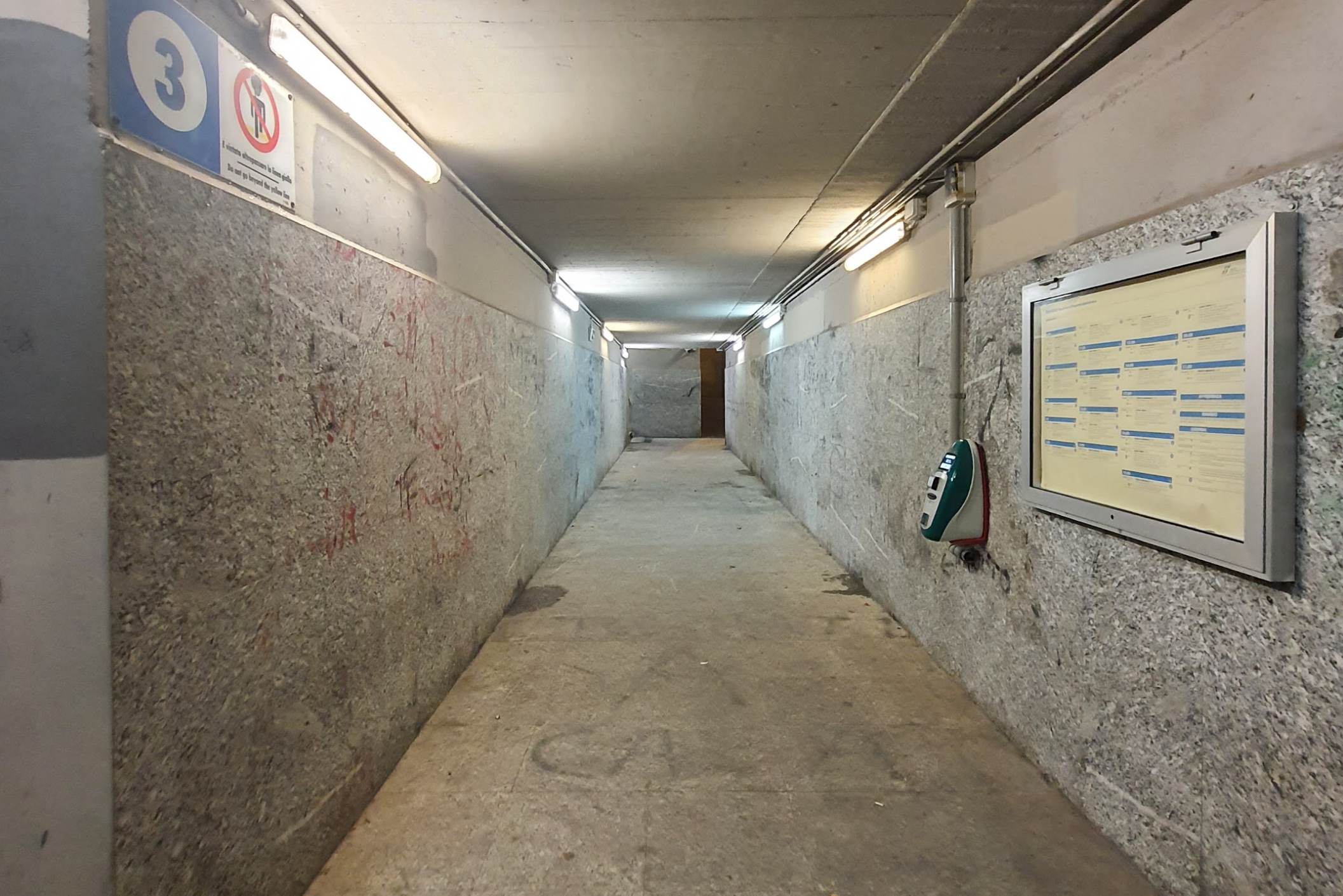
Nuovo sottopassaggio

Ami az utasépületet illeti, a berendezési tárgyak, például nyílászárók cseréjével megújult, a tereket átszervezték, megszűnt a személyzetes jegypénztár. Az állomás folyosóját ekkor váróteremként használták, amely amellett, hogy felére lett vágva, egyben az utazóépület bejárati csarnokaként is szolgál. A Sampierdarena felőli oldalon található állomási vasúti átjárót lezárták.

 Az állomás 1998 óta kapcsolódik a "Borzoli-Pra" összekötő úthoz, amely a 2 állomás közötti alagútból áll, amely lehetővé teszi a Ovadába és onnan érkező tehervonatok áthaladását a várost elkerülve. vasúti csomópont A vállpánt sajátos infrastrukturális felépítése lehetővé teszi a különösen terjedelmes tehervagonokkal szerelt vonatok áthaladását is, amelyek egyes alagutak terhelési határai miatt nem tudtak áthaladni a Giovi leágazáson.
2003-ban a WC-ket bezárták; szökőkúttal helyettesítették őket a férfiak menedékházának ajtaja előtt.
A 2010-es évek elején a padokat kicserélték, a betonból átmentek a vasas feketékre. Az 1. vágányon összesen 2 padot szereltek fel, míg a 3. vágányon ezeket eltávolították.
2019-ben a váróterem bezárásra került, mivel a váróteremként használt helyiség tulajdonképpen az utazóépület szállásának előszobája. Az állomás peronjain nincs kivezetés, csak a külső téren, és vonatbemondó hangszóró sincs, éppen azért, mert nem igazi váróterem. Mindez, ami nem teszi működőképessé, a hajléktalanok gyakori jelenlétéhez járult hozzá, ennek bezárásához vezetett.
2022 januárjában zárható csap beépítésével lezárták az egykori férfimenedékhely előtti ivókutat.
2022 márciusában RFI bejelenti, hogy megvalósíthatósági tanulmányt terveznek egy másik helyiség átalakítására, amelyet az új váróteremnek szentelnek, amely várhatóan még ebben az évben megépül; továbbá a szökőkút helyreállítását jelenleg nem tervezik, tekintettel a mellékhelyiségek esetleges jövőbeni felújítására.

## Szerkezetek és rendszerek
Ma az állomáson van egy utazóépület, amely összesen 4 emeletből áll:
- Emelet -1: pince funkciót tölt be az utazóépület elhelyezésére;
- 0. emelet: a vaspadlón található az utazók épületének bejárati előszobája, korábban váróteremként is szolgált, de mivel nem volt működőképes, ezt a teret bezárták, így 2022-ben egy helyiséget alakítanak ki az épületből. váróteremként használaton kívül van. Szintén a vaspadlón találjuk az ACS helyiséget, a mozgásmenedzser iroda raktár;
- 1. és 2. emelet: ahol a szállásokat találjuk.

Az első pálya járdáján két építményt találunk, az egyikben az erőmű és egy helyiség, amely jelenleg egy robogók garázsaként szolgál. A másik építményben viszont a 70-es években korszerűsített illemhelyek és egy mára befalazott műhely található.
Ezen építmények mögött egy zöldterületet is találunk, amely egy közvetítőszobába vezet.
Az első vágány járdája mentén egy zárt és használaton kívüli szürke betonszerkezetet találunk.
Az 1. járda végén egy kétszintes építményt találunk, ahol a vasszinten a Genovai Borzoli csomópont iránya és a szállások emeletén található.
Az állomáson a rámpáknak köszönhetően elérhető aluljáró.
Összesen három parkoló található:
- A felhasználók általi használatra szánt utasépület előtt elhelyezett;
- Az 1. járda végén található, magán- és személyes használatra FS;
- A 3. járda felőli (kb. 2000-ben épült) használói használatot szolgáló, akadálymentesített parkolókkal is ellátott.

## Mozgás
Az állomást a Trenitalia által a Regione Liguriával kötött szolgáltatási szerződés részeként valamennyi regionális útvonal kiszolgálja, és a teherszállítási kapcsolatok áthaladását látja Genova Voltri kikötője és Észak-Olaszország között.

## Szolgáltatások
Az állomást az RFI a „bronz” kategóriába sorolja.
Az állomáson jelenleg:
- Aluljáró rámpákkal mozgássérültek számára
- parkolóhely
- Hangdiffúziós rendszer
- Felügyelt videó állomás

## Vasútvonalak
Az állomást az alábbi vasútvonalak érintik:
- Asti–Genova-vasútvonal

## Kapcsolódó állomások
A vasútállomáshoz az alábbi állomások vannak a legközelebb:
- Stazione di Genova Costa di Sestri Ponente
- Stazione di Genova Sampierdarena